# Mijazava Hinata
Mijazava Hinata (宮澤 ひなた; Hepburn: Miyazawa Hinata) (Minamiasigara, 1999. november 28. –) japán válogatott labdarúgó.

## Klub
2018 óta a Nippon TV Beleza csapatának játékosa, ahol 16 bajnoki mérkőzésen lépett pályára és 4 gólt szerzett.

## Nemzeti válogatott
A japán U17-es válogatott tagjaként részt vett a 2016-os U17-es világbajnokságon. A japán U20-as válogatott tagjaként részt vett a 2018-as U20-as világbajnokságon.
2018-ban debütált a japán válogatottban. A japán válogatottban 1 mérkőzést játszott.

## Statisztika
| Japán válogatott | Japán válogatott | Japán válogatott |
| Időszak          | Mérk.            | gól              |
| ---------------- | ---------------- | ---------------- |
| 2018             | 1                | 0                |
| Összesen         | 1                | 0                |

## Sikerei, díjai
Japán válogatott
- U20-as világbajnokság:  Arany; 2018
- U17-es világbajnokság:  Ezüst; 2016

Klub
- Japán bajnokság: 2018